# Bagunte
Bagunte era una freguesia portuguesa del municipio de Vila do Conde, distrito de Oporto.

## Geografía
Estaba situada en la orilla norte del río Ave, a unos diez kilómetros de la ciudad de Vila do Conde. Hasta su extinción como freguesia autónoma, Bagunte limitaba al sur con el río Ave, al este con las freguesias de Ferreiró, Outeiro Maior y Balasar, esta última perteneciente al municipio de Póvoa de Varzim, al norte con la de Arcos y al oeste con la de Touguinhó.

## Historia
Bagunte nació como una abadía de la Casa de Braganza, integrándose luego en el municipio de Barcelos, hasta que en 1836 pasó a pertenecer al de Vila do Conde. En 1898 absorbió la antigua freguesia de Santagões.
Fue suprimida el 28 de enero de 2013, en aplicación de una resolución de la Asamblea de la República portuguesa promulgada el 16 de enero de 2013 al unirse con las freguesias de Ferreiró, Outeiro Maior y Parada, formando la nueva freguesia de Bagunte, Ferreiró, Outeiro Maior e Parada.

## Patrimonio
En el patrimonio histórico-artístico de la antigua freguesia destacan el puente de D. Sameiro, de principios del siglo XIII, y el Castro o Cividade de Bagunte, poblado fortificado de la Edad del Hierro.